# Zarina Baibatina
Zarina Boranbaïevna Baibatina (en géorgien : Зарина Боранбаевна Байбатина), née le 11 mai 1984 à Aksou en RSS kazakhe, est une judokate handisport kazakhe, concourant dans la catégorie des +70 kg. Elle est vice-championne paralympique en 2021.

## Carrière
Aux Jeux paralympiques d'été de 2020, elle bat en quarts la Mongole Altantsetseg Nyamaa puis l'Italienne Carolina Costa en demie pour atteindre la finale. Là, elle affronte l'Azerbaïdjanaise Dursadaf Karimova qui la bat par ippon. Pour sa médaille d'argent, elle reçoit l'ordre de Parasat (en) et un prix monétaire de 150 000 $.